# Ad Majorem Sathanas Gloriam
Ad Majorem Sathanas Gloriam (с лат. — «К вящей славе Сатаны») — седьмой альбом норвежской блэк-метал-группы Gorgoroth, вышедший в 2006 году.

## Об альбоме
Ad Majorem Sathanas Gloriam — последний альбом, над которым вместе работали вокалист Гаал, гитарист Инфернус и бас-гитарист Кинг ов Хелл. После выхода альбома Кинг ов Хелл, основной автор песен на этом альбоме, ушёл из группы. Впоследствии он вернулся в Gorgoroth, но в 2007 году в группе случился раскол.
Ad Majorem Sathanas Gloriam (с лат. — «К вящей славе Сатаны») — пародия на девиз ордена иезуитов Ad majorem Dei gloriam («К вящей славе Божьей»). Название придумал Инфернус, когда читал статью о Контрреформации.
Диск был номинирован на норвежскую музыкальную премию Spellemannprisen как лучший металический альбом, но уступил альбому Enslaved Ruun. На песню «Carving a Giant» был снят первый за историю существования группы видеоклип.
На обложке изображён фрагмент картины французского художника Виллиама Бугро «Данте и Вергилий в Аду» (1850).

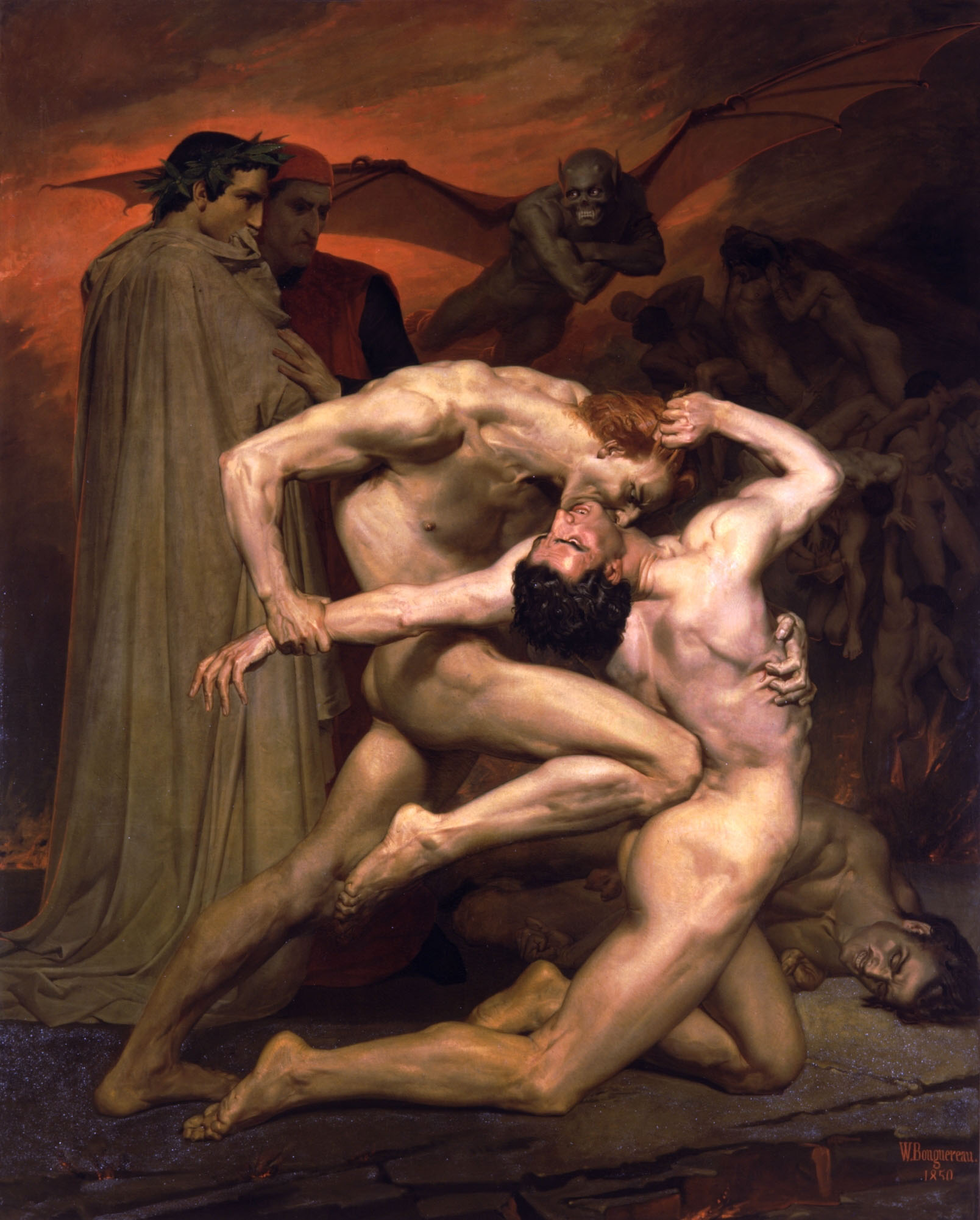

## Список композиций
1. «Wound upon Wound» — 3:30
2. «Carving a Giant» — 4:10
3. «God Seed (Twilight of the Idols)» — 4:14
4. «Sign of an Open Eye» — 4:04
5. «White Seed» — 4:36
6. «Exit» — 3:30
7. «Untamed Forces» — 2:37
8. «Prosperity and Beauty» — 4:54

## Участники записи
- Гаал (Кристиан Эспедал) — вокал
- Инфернус (Роджер Тьегс) — гитара
- Кинг ов Хелл (Том Като Виснес) — бас-гитара
- Фрост (Кьетил Харальдстад) — сессионный ударник